# Campoletis fasciata
Campoletis fasciata är en stekelart som först beskrevs av Bridgman 1887.  Campoletis fasciata ingår i släktet Campoletis och familjen brokparasitsteklar. Inga underarter finns listade.